# Nuevo realismo (filosofía)
El nuevo realismo era una filosofía expuesta en los inicios del siglo XX por un grupo de seis profesores de Estados Unidos, a saber, Edwin Bissell Holt (Universidad de Harvard), Walter Taylor Marvin (Rutgers College), William Pepperell Montague (Universidad de Columbia), Ralph Barton Perry (Universidad de Harvard), Walter Boughton Pitkin (Universidad de Columbia) y Edward Gleason Spaulding (Universidad de Princeton).
El rasgo central del nuevo realismo era el rechazo del dualismo epistemológico de John Locke y de otras formas de realismo. El grupo sostenía que, cuando uno era consciente de algo, o conocía un objeto, sería erróneo decir que el objeto en sí y nuestro conocimiento del objeto son dos hechos distintos. Si sabemos que una vaca concreta es negra, ¿la negrura está en la vaca o en la mente del observador? Holt escribió: "Ese color allá afuera es la cosa escogida para tal inclusión en la consciencia por la respuesta específica del sistema nervioso".[cita requerida] La conciencia no es físicamente idéntica al sistema nervioso: es el "allá afuera" con la vaca, a lo largo de todo el campo de visión (y olor, y escucha), e idéntico con el conjunto de hechos que conoce en todo momento. El sistema nervioso es meramente un sistema de selección.
Esta posición, que pertenece a una mayor categoría de visiones a veces llamada monismo neutral o, siguiendo a William James, empirismo radical, no ha tenido éxito en el siguiente siglo, en parte por el problema de la naturaleza de las ideas abstractas como la negrura. Parece muy natural localizar la negrura como una idea abstracta en el cerebro el cual es útil para interactuar con el mundo. Los nuevos realistas no quisieron reconocer absolutamente el representacionalismo pero después abrazaron algo similar a la forma de realismo de Aristóteles: la negrura es una cualidad general que muchos objetos tienen en común, y el sistema nervioso elige no sólo el objeto sino el estar en común como un hecho. Pero Arthur Lovejoy mostró en su libro Rebelión contra el dualismo (The Revolt Against Dualism) que la percepción de negro varía demasiado dependiendo del contexto del campo visual, de la historia personal del observador y del uso cultural, que no puede ser reducido al estar en común entre los objetos. Es mejor, pensó Lovejoy, después de todo traer de regreso a la explicación las ideas representacionales.

## Nuevo Realismo (filosofía contemporánea)
En el marco de la hermenéutica, como una reacción en contra de sus resultados constructivistas o nihilistas, Maurizio Ferraris ha propuesto el así llamado "Nuevo Realismo" (Manifesto del nuovo realismo, 2012), una orientación filosófica compartida tanto por filósofos analíticos - tales como Mario De Caro (véase Bertornata Realtà, ed por De Caro y Ferraris, 2012), como por filósofos continentales, tales como Mauricio Beuchot y José Luis Jerez (Manifesto del realismo analógico, 2013), y Markus Gabriel (Fields of Sense: A New Realist Ontology, 2014). En América Latina Rossano Pecoraro (''Cenários da Filosofia contemporânea: fim da pós-modernidade e new realism?'', São Paulo, 2015; ''Cosa resta della Filosofia Contemporanea?'', Quadranti, Salerno-Roma, 2013) ha propuesto una ontología política baseada en el Nuevo Realismo italiano.
El Nuevo Realismo se interseca con otros movimientos realistas que surgieron independientemente pero que responden a necesidades similares, tales como el "realismo especulativo" defendido por el filósofo francés Quentin Meillassoux y el filósofo americano Graham Harman.
Para el Nuevo Realismo, la suposición de que la ciencia no sea sistemáticamente la medida última de la verdad y realidad no significa que debamos abandonar las nociones de la realidad, verdad u objetividad, como fue postulado por gran parte de la filosofía del siglo XX. Más bien, significa que la filosofía, tanto como la jurisprudencia, lingüística o historia, tiene algo importante y verdadero que decir acerca del mundo. En este contexto, el Nuevo Realismo se presenta a sí mismo primeramente como un realismo negativo: la resistencia a que el mundo externo que se opone a nuestros esquemas conceptuales no debe ser vista como un fracaso, sino como un recurso -una prueba de la existencia de un mundo independiente. Si este es el caso, sin embargo, este realismo negativo se convierte en un realismo positivo: resistiéndonos a la realidad no pone un mero límite que no podemos superar, sino que también ofrece oportunidades y recursos. Esto explica cómo, en el mundo natural, las diferentes formas de vida puedan interactuar en el mismo ambiente sin compartir ninguno de los esquemas conceptuales y cómo, en el mundo social, las intenciones y comportamientos humanos son hechos posibles por una realidad que nos es dada primeramente, y que sólo en un tiempo después puede ser interpretada y si es necesario, transformada.